# جاك ماري
جاك ماري (12 أغسطس 1945 بكاين في فرنسا - 1 يوليو 1999) (بالفرنسية: Jacques Marie)‏ هو لاعب كرة قدم فرنسي في مركز الوسط. شارك مع منتخب فرنسا تحت 21 سنة لكرة القدم. أما مع النوادي، فقد لعب مع نادي سيدان ونادي لانس ونادي نانسي.

## وصلات خارجية
- جاك ماري على موقع قاعدة بيانات كرة القدم.إي يو (الإنجليزية)
- جاك ماري على موقع عالم كرة القدم.نت (الإنجليزية)